# Sheryl Crow
Sheryl Suzanne Crow (Kennett, 11 de febrer de 1962) és una cantant estatunidenca. El seu estil musical barreja diversos gèneres com ara música pop, rock, folk i country. D'ençà el 1995, any en què va començar a cantar, s'ha endut 9 Premis Grammy i ha venut més 50 milions d'àlbums. Va ser la companya del ciclista Lance Armstrong de 2003 a 2006.

## Discografia
- Tuesday Night Music Club (1993)
- Sheryl Crow (1996)
- The Globe Sessions (1999)
- Sheryl Crow & Friends Live In Central Park (1999)
- C'mon C'mon (2002)
- The Very Best Of Sheryl Crow (2003)
- Best Of Sheryl Crow: The Videos (2004)
- Wildflower (2005)
- Wildflower Tour: Live In New York (2006)
- Detours (2008)
- Home for Christmas (2008)
- Summer Day (2010)
- 100 Miles from Memphis (2010)
- Feels Like Home (2013)
- Be Myself (2017)
- Threads (2019)
- Evolution (2024)

## Guardons
Premis
- 1995: Grammy al millor nou artista
- 1997: Grammy al millor àlbum de rock
- 1999: Grammy al millor àlbum de rock

Nominacions
- 2003: Grammy al millor àlbum de rock